# Guerre civile afghane (1992-1996)
Pour les articles homonymes, voir Guerre d'Afghanistan.
Conflit afghan
Batailles
La seconde guerre civile afghane se déroule de 1992 à 1996, elle commence avec la démission du président communiste Mohammad Najibullah. L'État islamique d'Afghanistan est établi par l'accord de Peshawar, un accord de paix et de partage des pouvoirs par lequel tous les partis afghans s'unissent en avril 1992, hormis le parti Hezb-e-Islami Gulbuddin de Gulbuddin Hekmatyar. Gulbuddin Hekmatyar démarre une campagne de bombardement contre la capitale Kaboul qui marque le début de cette nouvelle phase de la guerre. En contraste direct avec la période soviétique, la campagne conserve un calme relatif pendant cette période tandis que les grandes villes comme Kaboul, Mazar-e Sharif et Kandahar subissent de violents combats. Les Talibans sortent vainqueurs de cette guerre, prennent le pouvoir en 1996 et instaurent un régime islamiste sans toutefois parvenir à contrôler l'ensemble du pays, jusqu'à être chassés en 2001 par une coalition internationale menée par les États-Unis dans la foulée des attentats du 11 septembre 2001. 

## Contexte

### Ingérence étrangère
Après le retrait des troupes soviétiques en 1989, et l'effondrement du régime communiste de Mohammed Nadjibullah en 1992, les partis politiques afghans conviennent à un accord de paix et de partage du pouvoir, l'accord de Peshawar. L'accord de Peshawar établit l'État islamique d'Afghanistan et nomme un gouvernement intérimaire pour une période de transition suivie d'élections générales. Tous les partis afghans s'entendent sur l'accord de paix et de partage de pouvoir, excepté Gulbuddin Hekmatyar. Hekmatyar cherche à devenir le seul maître du pays.
D'après Peter Tomsen, le Pakistan voisin avait tenté d'installer Gulbuddin Hekmatyar au pouvoir en Afghanistan malgré l'opposition des autres factions et commandants moudjahidines, dès 1990. En octobre 1990, l'Inter-Services Intelligence du Pakistan avait établi un plan afin qu'Hekmatyar dirige un bombardement massif de la capitale Kaboul, alors encore au pouvoir des communistes, avec l'aide possible de renforts pakistanais. Ce plan unilatéral ISI-Hekmatyar vint au jour alors que trente des plus importants commandants moudjahidines étaient convenus d'une conférence incluant tous les groupes afghans sur une stratégie future commune. Peter Tomsen rapporte que la protestation des commandants fut comme une "tempête de feu". Ahmad Zia Massoud, le frère de Ahmad Shah Massoud, déclara que sa faction s'opposait fortement à ce plan et comme d'autres factions prendrait des mesures si des troupes pakistanaises venaient à renforcer Hekmatyar. Abdul Haq fut si irrité par le plan de l'ISI qu'il devint « rouge de colère. » Nabi Mohammad, un autre commandant, remarqua que « les deux millions d'habitants de la capitale ne pourraient échapper à un bombardement de roquettes par Hekmatyar ; ce serait un massacre. » Les représentants de Massoud, Abdul Haq et Amin Wardak déclarèrent que "le bombardement de Kaboul par Hekmatyar... entrainerait un bain de sang civil". Les États-Unis firent finalement pression sur le Pakistan pour empêcher le plan de 1990, qui fut conséquemment mis de côté jusqu'en 1992.
Deux ans plus tard, selon plusieurs études universitaires, bien que ses dirigeants civils aient pris part publiquement à la rédaction de l'accord de Peshawar, le commandement militaire du Pakistan était opposé aux nouveaux développements dans l'Afghanistan voisin. Le spécialiste de l'Afghanistan Neamatollah Nojumi écrit : "ces nouveaux développements politiques et militaires en Afghanistan obligeaient le bureau de renseignement pakistanais ISI à organiser un plan militaire avec les forces appartenant au Hezb-e-Islami Gulbuddin d'Hekmatyar… Ce plan militariste visait à capturer Kaboul et était en pleine vigueur quand… le reste des dirigeants moudjahidines au Pakistan s'accorda sur le plan de paix de l'ONU. À la veille de la mise en œuvre réussie du plan de paix de l'ONU en Afghanistan, l'ISI, par l'entremise d'Hekmatyar et de volontaire non-Afghans, menait des centaines de camions chargés d'armes et de combattants vers la partie sud de Kaboul.".
Le directeur du Centre d'études arabes et islamiques à la Australian National University, Amin Saikal, conclut de manière similaire dans Modern Afghanistan : « Le Pakistan était décidé à préparer une percée en Asie centrale.… Islamabad ne pouvait pas réellement s'attendre à ce que les nouveaux dirigeants du gouvernement islamique… subordonnent leurs propres objectifs nationalistes afin d'aider le Pakistan à réaliser ses ambitions régionales.... Sans le soutien logistique et le ravitaillement d'un grand nombre de roquettes, les forces d'Hekmatyar n'auraient pas été en mesure de cibler et de détruite la moitié de Kaboul. »
Les Nations unies en collaboration avec le nouveau ministre afghan de la Défense, Ahmed Chah Massoud, tentèrent à maintes reprises d'intégrer Hekmatyar au nouveau gouvernement, mais Hekmatyar préférait bombarder Kaboul.
Selon une publication de l'université George-Washington, quand Hekmatyar eut échoué en 1994 à "travailler pour le Pakistan", le Pakistan se tourna vers une nouvelle force : les Talibans. Amin Saikal expose également : « Ainsi l'incapacité d'Hekmatyar à réaliser ce que l'on attendait de lui incita les dirigeants de l'ISI à venir avec une nouvelle force de substitution, les Talibans. » Bien que le Pakistan suivit d'abord une politique de déni en ce qui concerne l'appui aux Talibans, de hauts fonctionnaires pakistanais, comme le ministre de l'Intérieur Naseerullah Babar, déclarèrent par la suite, « nous avons créé les Talibans » et l'ancien président du Pakistan Pervez Musharraf d'écrire : « nous avons pris parti » avec les Talibans pour « sonner le glas » des forces anti-Talibans.
De nombreuses études rapportent que le Pakistan n'était pas la seule puissance régionale s'ingérant dans les affaires afghanes. L'Iran chiite et l'Arabie saoudite sunnite wahabbite, en tant que compétiteurs pour l'hégémonie régionale, encourageaient le conflit violent au sein de deux autres factions : d'un côté les Hazaras chiites du Hezb-e Wahdat d'Abdul Ali Mazari et de l'autre côté les Pachtounes sunnites du Ittihad-e Islami d'Abdul Razul Sayyaf (en). Selon Human Rights Watch, l'Iran soutenait vigoureusement les forces du Hezb-e Wahdat : les officiers du renseignement iranien donnaient leurs ordres directement ; de son côté l'Arabie saoudite soutenait Sayyaf et son parti, le Ittihad-i Islami, pour promouvoir l'influence wahabbite. Le gouvernement par intérim et le Comité international de la Croix-Rouge essayaient à plusieurs reprises de négocier des cessez-le-feu, qui rompaient en seulement quelques jours.
Une autre milice, la Djoumbesh de l'ancien général communiste Abdul Rachid Dostom est appuyée par l'Ouzbékistan. Le président ouzbek Islom Karimov est désireux de voir Dostom contrôler le plus de terrain possible en Afghanistan, et plus spécialement au nord du pays. Dostom changera maintes fois d'allégeances.
Le nouvel État islamique d'Afghanistan, jouissant au début d'un puissant soutien en Afghanistan et plus spécialement à Kaboul et dans les régions du nord et de l'est, ne reçut aucun appui extérieur durant cette période.

### Situation interne

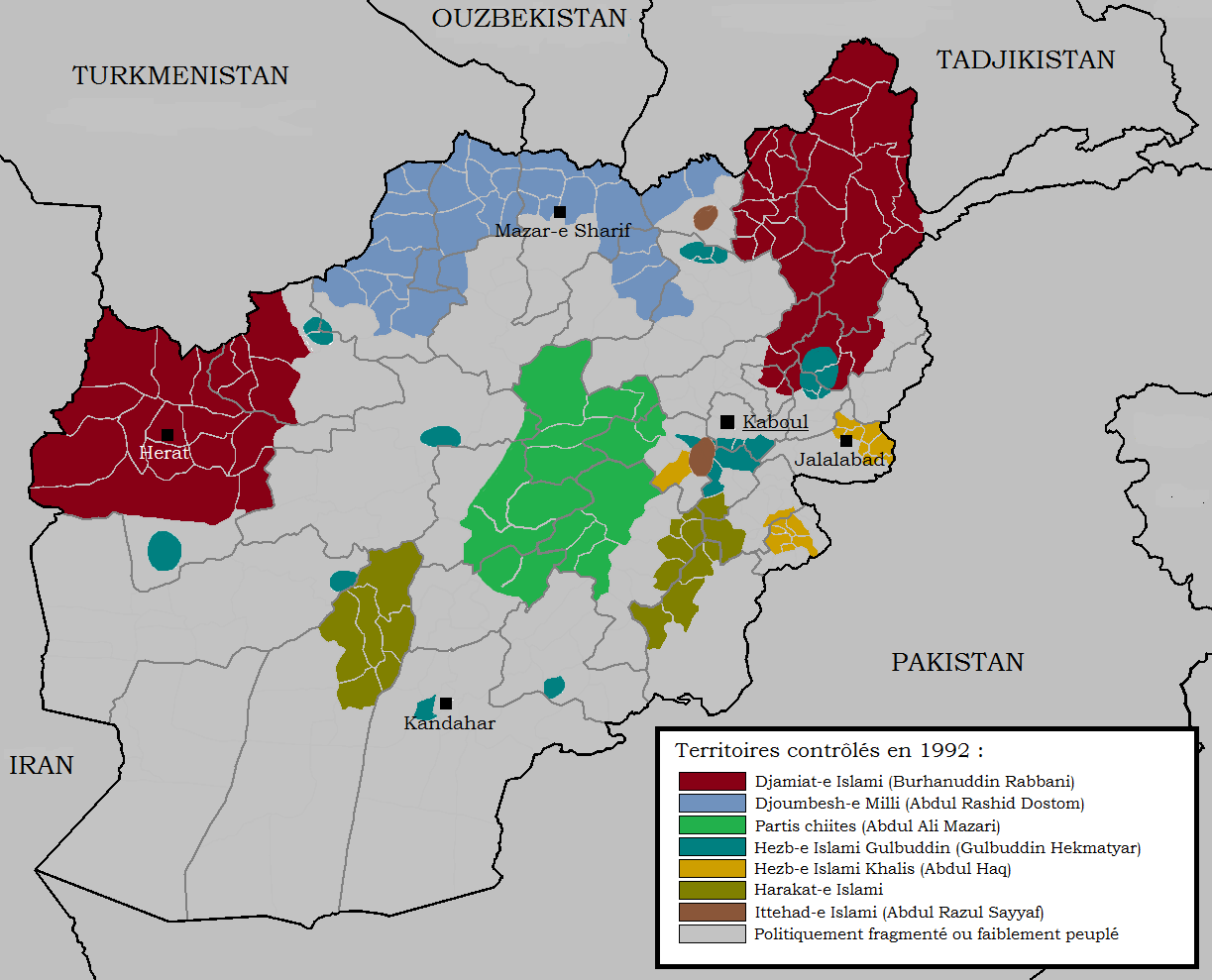
La situation en 1992

En avril 1992, le gouvernement communiste de Mohammad Najibullah, appuyé par la Russie, ne peut plus se maintenir contre les moujahidines afghans. Avec la fin de l'Union soviétique, le régime de Najibullah perd son meilleur soutien. Après un accord de la Russie établissant la fin des livraisons de carburant vers l'Afghanistan, le régime commence à s'effondrer. Najibullah perd immédiatement tout contrôle, le 18 mars 1992, au moment où il annonce son intention de démissionner pour faire place à un gouvernement provisoire neutre.
Le 14 avril 1992, il est confirmé que Ahmad Shah Massoud et les forces du Shura-e Nazar/ Djamiat se sont emparés des villes de Charikar et Jabalussaraj dans la province de Parwan au prix d'un minimum de combats. On rapporte à ce moment que Massoud dispose d'environ 20 000 combattants stationnés au nord de Kaboul. De plus, la 2e division du gouvernement rejoint Massoud. Les moujahidines du commandant Massoud, alliés aux ismaélites de Sayyid Mansor, le Harakat-e Islami et le Djoumbesh de l'ancien général communiste Abdul Rachid Dostom, prennent également la base aérienne de Bagram, 70 kilomètres au nord de Kaboul. Maintenant que le gouvernement est divisé entre différentes factions, le problème est d'effectuer la transmission du pouvoir. Najibullah tente de s'évader de Kaboul le 17 avril, mais est arrêté par les troupes de Dostom qui contrôlent l'aéroport international de Kaboul. Najibullah trouve alors refuge à la mission de l'Organisation des Nations unies où il restera hors de danger tant que Massoud aura le contrôle de la zone. Les généraux et fonctionnaires supérieurs communistes agissent en tant qu'autorité transitoire pour transmettre le pouvoir à l'alliance du commandant Massoud,. L'autorité provisoire de Kaboul invite Massoud à entrer dans la capitale en tant que nouveau chef de l'État, mais celui-ci reste en arrière. Massoud ordonne à ses troupes, positionnées au nord de Kaboul, de ne pas entrer dans la capitale tant qu'une solution politique n'aura pas été trouvée. Il appelle les hauts dirigeants du parti basés en exil à Peshawar, au Pakistan, à mettre en place une solution politique acceptable par tous les camps et tous les partis. 
Pendant ce temps, d'autres factions moujahidines se mettent en marche en direction de Kaboul depuis différents côtés : le Hezb-e-Islami Gulbuddin de Gulbuddin Hekmatyar par le sud, le Ittehad-e Islami d'Abdul Rasul Sayyaf (en) par l'ouest, le Hezb-e Wahdat d'Abdul Ali Mazari par l'ouest également, et le Hezb-e Islami Khalis d'Abdul Haq par l'est.
La communauté internationale sous la forme de l'Organisation des Nations unies et la plupart des partis politiques afghans décident de mandater un gouvernement national légitime, pour succéder au pouvoir communiste, au travers d'un arrangement d'élite parmi les différents partis de la résistance afghane.
Pendant que les différents chefs de parti afghans se rencontrent à Peshawar, la situation militaire autour de Kaboul impliquant les commandants est tendue. Alors que Massoud soutient le processus de paix de Peshawar en installant un large gouvernement de coalition incluant tous les partis, Hekmatyar cherche à devenir le seul maître de l'Afghanistan et déclare : "Dans notre pays un gouvernement de coalition est impossible, car d'une manière ou d'une autre, il deviendra faible et incapable de stabiliser la situation en Afghanistan". La réponse de Massoud est la suivante : "Tous les partis ont participé à la guerre sainte en Afghanistan, ils doivent donc tous partager le gouvernement, et la formation de celui-ci. L'Afghanistan est fait de différentes nationalités. Nous redoutions un conflit national impliquant les différentes tribus et nationalités. Afin de donner à chacun ses propres droits et aussi pour éviter un bain de sang dans Kaboul, nous avons laissé la parole aux partis pour qu'ils prennent une décision à l'égard de ce pays. Nous avons déjà dit que le terrain devait être préparé pour une élection générale.".
Une communication radio enregistrée entre les deux commandants montre la division lorsque Massoud demande à Hekmatyar : "Le régime de Kaboul est prêt à se rendre, alors plutôt que se battre nous devrions nous rassembler.... Les dirigeants se rencontrent à Peshawar.... Les troupes ne devraient pas entrer dans Kaboul, elles doivent entrer plus tard en tant que partie du gouvernement." Réponse d'Hekmatyar : "Nous marcherons sur Kaboul sabre au clair. Personne ne peut nous arrêter.... Pourquoi devrions-nous rencontrer les dirigeants du parti ?" Massoud répond : "Il me semble que tu ne veux pas rejoindre les dirigeants à Peshawar ni de stopper ta menace, et tu as l'intention d'entrer dans Kaboul... dans ce cas je dois défendre le peuple.".
À ce moment donné même l'adversaire de Massoud Oussama ben Laden, qui avait travaillé extensivement avec Hekmatyar à Peshawar, exhortait Hekmatyar de "retourner avec ses frères" et d'accepter un compromis avec les autres partis de la résistance. Mais Hekmatyar refusa, certain d'être capable de prendre le pouvoir seul en Afghanistan.
Le 24 avril 1992, les dirigeants parviennent à un accord et signent l'accord de Peshawar établissant l'État islamique d'Afghanistan. L'accord met en place un gouvernement provisoire pour une période de transition suivie d'élections générales. Le gouvernement provisoire est mené par un Conseil suprême de direction, et la présidence provisoire est donnée à Sibghatullah Mojaddedi pour deux mois, au bout desquels Burhanuddin Rabbani devra lui succéder. Le ministère de la défense est donné à Massoud tandis que le poste de premier ministre est donné à Hekmatyar. Ce dernier refuse de signer. À l'exception du Hezb-e-Islami Gulbuddin de Gulbuddin Hekmatyar, tous les autres partis s'unissent autour de cet accord en avril 1992.

## Historique

### Bombardement de Kaboul par Hekmatyar (avril 1992 - novembre 1992)
La guerre débute lorsque le Hezb-e-Islami Gulbuddin de Gulbuddin Hekmatyar, avec l'aide de quelques éléments Khalq (une branche de l'ancien parti communiste), commence à infiltrer Kaboul pour prendre le pouvoir, violant l'accord de paix et de partage des pouvoirs, l'accord de Peshawar, récemment signé par les différents partis afghans. Cette action contraint les autres partis à avancer également vers la ville. Hekmatyar avait proposé à d'autres groupes tels que le Harakat-e Islami et le Hezb-e Islami Khalis de se joindre à lui lors de la prise de Kaboul, mais ceux-ci avaient décliné son offre, soutenant plutôt les accords de Peshawar. Le Hezb-e Islami penètre dans la ville par le sud et l'ouest mais est vivement repoussé. Les forces du Djamiat et du Shura-e Nazar entrent dans la ville, avec l'accord de Nabi Azimi (en) et du commandant de la garnison de Kaboul, le général Abdul Wahid Baba Jan (en), afin qu'ils entrent dans la ville via Begrâm, le Panchir, Salang et l'aéroport de Kaboul. De nombreuses forces du gouvernement, incluant des généraux, joignent le Djamiat, ainsi que les forces du général Baba Jan, qui est à ce moment responsable de la garnison de Kaboul. Le 27 avril, tous les autres principaux partis tels que le Djoumbesh, le Hezb-e Wahdat, le Ittihad-e Islami et le Harakat-e Islami entrent à leur suite dans la ville. Après avoir subi de lourdes pertes, les forces du Hezb-e Islami désertent leurs positions et s'enfuient dans les faubourgs de Kaboul en direction de la province de Lôgar.
Kaboul passe entièrement sous le contrôle de l'État islamique le 30 avril 1992, mais la situation est loin d'être stabilisée. Le Hezb-e-Islami Gulbuddin est chassé, mais reste à portée de tirs d'artillerie. En mai 1992 Hekmatyar déclenche une campagne de bombardement contre la capitale et lance des milliers de roquettes approvisionnées par le Pakistan. Ces bombardements n'ont aucun intérêt du point de vue militaire, mais permettent d'empêcher la stabilisation de la ville et du pouvoir politique en place.
L'objectif immédiat du gouvernement intérimaire était de vaincre les forces agissant contre l'accord de paix. Une nouvelle tentative de pourparlers de paix le 25 mai 1992 convient toujours de donner à Hekmatyar le poste de premier ministre, cependant cet accord tombe à l'eau lorsque, moins d'une semaine plus tard, Hekmatyar tente d'abattre l'avion du président Sibghatullah Mojaddedi. De plus dans le cadre des pourparlers Hekmatyar demande le départ des forces de Dostom, ce qui ferait pencher la balance. Cela entraîne des combats entre Dostom et Hekmatyar. Le 30 mai 1992, durant la lutte confrontant le Djoumbesh de Dostom au Hezb-e-Islami Gulbuddin d'Hekmatyar au sud-est de Kaboul, les deux camps utilisent leur artillerie tuant et blessant un nombre indéterminé de civils.
En juin 1992, comme prévu, Burhanuddin Rabbani devient président de l'Afghanistan.
Depuis le début de la bataille, le Djamiat (Société islamique) et le Shura-e Nazar contrôlent les hautes zones stratégiques, et sont ainsi à même d'établir un point avantageux dans la ville à partir duquel ils pourraient viser les forces de l'opposition. Hekmatyar continue à bombarder Kaboul avec des roquettes. Bien qu'Hekmatyar ait insisté pour que seules les zones du Conseil du djihad islamique soient ciblées, les roquettes tombent généralement sur les maisons de civils innocents de Kaboul, un fait qui est très bien documenté,. Les échanges d'artillerie s'intensifient rapidement fin-mai début-juin. Le Shura-e Nazar est en mesure de bénéficier immédiatement des armes lourdes laissées par les forces gouvernementales fuyant la ville ou faisant défection, et dirige ses tirs de roquettes sur les positions d'Hekmatyar près du poste de douane de Jalalabad, et dans le district autour des quartiers de Khil et Qala-e Zaman Khan, et de la prison de Pul-e-Charkhi. Le 10 juin, on rapporte que les forces de Dostom ont également entamé des bombardements nocturnes sur les positions du Hezb-e Islami.
La lutte s'intensifie dans Kaboul-ouest entre les forces du Hezb-e Wahdat chiite soutenu par l'Iran et celles de la milice wahabbite Ittihad-e Islami appuyée par l'Arabie saoudite. Le Wahdat était un peu irrité par la présence de postes Ittihad déployés dans des secteurs Hazaras comme l'École Rahman Baba. Selon les écrits de Nabi Azimi, qui était à l'époque un gouverneur de haut rang, les combats ont commencé le 31 mai 1992, lorsque quatre membres de la direction du Hezb-e Wahdat ont été assassinés près du silo de Kaboul. Les tués étaient Karimi, Sayyid Isma'il Hosseini, Chaman Ali Abuzar et Vaseegh, les trois premiers étant des membres du comité central du parti. À la suite de cela la voiture de Haji Shir Alam, un haut commandant Ittihad fut stoppée près de Pol-e Sorkh, et bien qu'Alam put s'échapper, un des passagers fut tué. Le 3 juin 1992, de violents combats entre les forces du Ittihad-e Islami et du Hezb-e Wahdat éclatent à Kaboul-ouest. Les deux camps utilisent des roquettes, tuant et blessant des civils. Le 4 juin, des interviews réalisées auprès de familles hazaras rapportent le pillage de leurs maisons par les forces Ittihad à Kohte-e Sangi, tuant 6 civils. Les fusillades de cette période lèvent un tribut d'environ 100 morts selon certaines sources. Le 5 juin 1992, on signale un nouveau conflit entre les forces de l'Ittihad-e Islami et de Hezb-e Wahdat à l'ouest de Kaboul. Ici, les deux camps emploient l'artillerie lourde, détruisant les maisons et structures civiles. Trois écoles auraient été détruites. Le bombardement tue et blesse un nombre indéterminé de civils. Des hommes armés auraient tué des clients dans les magasins, près du zoo de Kaboul. Le 24 juin 1992,  l'hôpital Jamhuriat situé près du ministère de l'Intérieur est bombardé et fermé. Le Djamiat et le Shura-e Nazar rejoignent parfois le conflit quand leurs positions sont attaquées par les forces du Hezb-e Wahdat, et, en juin-juillet, ils bombardent les positions du Hezb-e Wahdat en représailles. Les forces du Harakat-e Islami rejoignent aussi quelquefois la lutte.
Pendant le seul mois d'août, une salve d'artillerie, de roquettes et de bombes à fragmentation fait plus de 2 000 morts à Kaboul, pour la plupart des civils. Le 1er août, l'aéroport est visé par des tirs de roquettes. Non moins de 150 roquettes sont lancées le jour suivant, et selon un auteur ces attaques de missiles tuèrent plus de cinquante personnes, et en blessèrent 150. D'aucuns estiment qu'il y eut au moins 1 000 tués, à la suite de l'attaque d'Hekmatyar. Un rapport de presse annonce que 500 000 personnes ont fui Kaboul. Le 13 août, un tir de roquettes est lancé sur Def Afghanan ainsi que des obus à sous-munitions. On compte 80 morts et 150 blessés d'après les rapports de presse. En représailles, les forces du Shura-e Nazar bombardent Kart-I Naw, Shah Shaheed et Chiilsatoon par air et par l'artillerie au sol. Dans cette contre-attaque, plus de 100 personnes sont tuées et 120 sont blessées.

### Siège de Kaboul par Hekmatyar (novembre 1992 - janvier 1993)
En novembre, dans un mouvement très efficace, les forces de Hekmatyar, accompagnées de miliciens de quelques groupes arabes, barricadent une centrale électrique à Sarobi, à 50 kilomètres à l'est de Kaboul, coupant l'électricité de la capitale et l'approvisionnement en eau, qui dépend de l'électricité. Ses forces et d'autres moudjahidines empêchent également les convois de vivres d'atteindre la ville.
Le 23 novembre, le ministre de l'alimentation Sulaiman Yaarin annonce que les dépôts de vivres et de carburant sont vides. Le gouvernement est grandement sous pression. À la fin de l'année 1992, le Hezb-e Wahdat se retire officiellement du gouvernement et ouvre de secrètes négociations avec le Hezb-e Islami. En décembre 1992, Rabbani temporise en convoquant un choura pour élire le nouveau président. Le 29 décembre 1992, Rabbani est élu président et accepte de nommer un gouvernement composé de représentants de tout le pays. Ce mois voit également la solidification de l'alliance entre le Hezb-e Wahdat et le Hezb-e-Islami Gulbuddin contre l'État islamique d'Afghanistan. Le Hezb-e Islami appuie par ses bombardements les offensives du Wahdat, comme cette offensive pour sécuriser Darulaman. Le 30 décembre 1992, au moins un enfant est tué à Pul-i Artan par une roquette de BM21 lancée par les forces du Hezb-e Islami à Rishkor.
Dans le même temps, Kandahar est occupée par trois différents commandants pachtounes : Amir Lalai, Gul Agha Sherzai et Mullah Naqib Ullah (en) qui engagent une lutte pour le pouvoir extrêmement violente, et qui n'est pas affiliée au gouvernement provisoire de Kaboul. La ville criblée de balles devient le centre de l'anarchie, du crime et des atrocités alimentés par de complexes rivalités tribales pachtounes.

### Violents combats dans Kaboul entre factions rivales (janvier 1993 - mars 1993)
Le 3 janvier 1993, Burhanuddin Rabbani, le chef du parti Djamiat est nommé Président. Seulement son autorité est limitée à une partie de la capitale ; le reste de la ville reste divisé entre des factions miliciennes rivales. Le 19 janvier, un éphémère cessez-le-feu est rompu lorsque les forces du Hezb-e-Islami Gulbuddin renouvellent des attaques de roquettes sur Kaboul à partir de leur base située au sud de la ville ; ces attaques sont supervisées par le commandant Toran Khalil. Des centaines de personnes sont tuées et blessées tandis que de nombreuses maisons sont détruites pendant ce choc entre Hezb-e Islami et Djamiat.
De violents combats ont lieu autour d'un poste du Hezb-e Wahdat tenu par Sayid Ali Jan près de l'école pour filles de Rabia Balkhi. Certains secteurs, notamment le quartier général du Hebz-e Wahdat à l'Institut des sciences sociales, sont considérées comme des cibles militaires, et un nombre disproportionné de roquettes, d'obus de chars et de mortiers tombent dans des secteurs civils. De nombreuses roquettes sont lancées depuis la ligne de front de Tap-I Salaam contrôlée par Haydar dans la direction de la division 095 dirigée par Ali Akbar Qasemi. Dans le même temps, une attaque du Hebz-e Wahdat tue au moins neuf civils. De nouveaux échanges de roquettes ont lieu le 26 février 1993 entre le Shura-e Nazar et le Hezb-e-Islami Gulbuddin. Aussi le jour suivant des tirs de roquettes entre le Hezb-e-Islami d'Hekmatyar et le Hezb-e Wahdat dans Kaboul laissent dix morts de plus.
Le 10 février, les troupes de l'État Islamique attaquent la zone résidentielle d'Afshar afin de s'emparer des positions du Hezb-e Wahdat, capturer le chef du Wahdat Abdul Ali Mazari et de consolider des parties de la ville contrôlées par le gouvernement. L'opération a lieu dans un district très peuplé de Kaboul, le district d'Afshar, situé sur les pentes du mont Afshar dans l'ouest de Kaboul, et peuplé de façon prédominante par le peuple Hazara. L'opération devient une guerilla urbaine lorsque le Ittihad sunnite d'Abdul Rasul Sayyaf (en) commet des actes "répétés de massacre" contre les musulmans chiites. Des rapports annoncent que les forces wahhabistes de Sayyaf, soutenues par l'Arabie saoudite saccagent Afshar, tuant, violant, et brûlant les maisons,.

### L'accord d'Islamabad (mars 1993 - janvier 1994)
Le 7 mars 1993, un accord de paix, l'accord d'Islamabad est signé entre l'État islamique et l'alliance d'Hekmatyar. Rabbani et Hekmatyar s'accordent pour se partager le pouvoir jusqu'à des élections pouvant se tenir fin 1994. La condition d'Hekmatyar est la résignation de Massoud en tant que ministre de la Défense. Les partis conviennent d'un nouvel accord de paix à Jalalabad le 20 mai en vertu duquel Massoud accepte de renoncer au poste de ministre de la Défense. Massoud démissionne pour garantir la paix. Dans un premier temps, Hekmatyar accepte le poste de premier ministre, mais après avoir assisté à une seule réunion de cabinet il quitte Kaboul à nouveau pour la bombarder, laissant plus de 700 morts dans des raids meurtriers, des combats de rue et des attaques de roquettes dans et autour de Kaboul. Massoud reprend son poste de ministre de la Défense pour défendre la ville contre les attaques de roquettes.

### Abdul Rashid Dostom renforce le Hezb-e Islami (janvier 1994 - juillet 1994)
La guerre prend un tour dramatique en janvier 1994 : Abdul Rashid Dostom, pour des raisons diverses, rejoint les forces de Gulbuddin Hekmatyar. Le Hezb-e-Islami Gulbuddin, ainsi que leurs nouveaux alliés du Hezb-e Wahdat et du Djoumbesh, lancent une vaste campagne contre les forces du commandant Massoud et du gouvernement intérimaire. À ce moment, le Hezb-e Islami peut compter sur la force aérienne du Djoumbesh à la fois pour bombarder les positions du Djamiat et pour ravitailler ses hommes. Le Hebz-e Islami et le Djoumbesh contrôlent à ce moment plusieurs quartiers du centre de Kaboul. Les forces du Djoumbesh se mettent particulièrement en avant par des actes de pillage, de viol et de meurtre. Des commandants comme Shir Arab, commandant le 51e régiment, Kasim Jangal Bagh, Ismaël Diwaneh (Ismaël le fou) et Abdul Cherikwere se démarquent particulièrement. Selon l'Afghanistan Justice Project, pendant cette période et jusqu'à juin 1994, 25 000 personnes ont été tuées. Les zones entourant Microraion furent particulièrement sanglantes. À ce moment précis, la population de Kaboul est passée de deux millions d'habitants pendant la période soviétique à 500 000 habitants, à la suite d'un exode massif.
Cependant, à la fin de 1994, Dostom et le parti Djoumbesh sont sur la défensive, et les forces de Massoud ont chassé ces derniers de leurs places fortes. Massoud acquiert de plus en plus de contrôle sur Kaboul. Au même moment, le Djoumbesh prend la ville de Mazar-e Sharif des mains du Jamiat-e Islami.

### Montée en puissance des Talibans (juillet 1994 - février 1995)
Des changements importants apparaissent en 1994 dans la façon dont la guerre est menée dans chaque camp. Le mouvement Taliban (en persan « étudiants ») émerge pour la première fois sur la scène militaire en août 1994, avec l'objectif déclaré de libérer de l'Afghanistan de ses seigneurs de guerre corrompus et d'instaurer une société islamique pure. Dès octobre 1994, le mouvement des Talibans a attiré le soutien d'un Pakistan,,,,,,, insatisfait par les insuccès d'Hekmatyar, et voyant dans les Talibans un moyen de sécuriser les routes commerciales menant à l'Asie centrale et d'établir à Kaboul un gouvernement favorable à ses intérêts,,,. Les politiciens pakistanais de l'époque nient à maintes reprises leur soutien aux Talibans, en accord avec leur "politique de déni",. Les entrepreneurs pakistanais qui souhaitent établir depuis longtemps une route sûre pour transporter leurs marchandises vers l'Asie centrale deviennent bientôt leur plus puissant soutien financier. Les Pakistanais espèrent également qu'un gouvernement stable prenne pied en Afghanistan, peu importe son idéologie, dans l'espoir que les trois millions d'Afghans qui ont pris refuge depuis quinze ans au Pakistan retournent dans leur patrie puisque la population de réfugiés est de plus en plus considérée comme un fardeau.
La population est favorable à leur action, qui permet la sécurisation du pays, la fin du racket sur les routes et la liberté du commerce. Les Talibans établissent progressivement un état de droit, marqué par l'application stricte de la charia. Le mouvement Taliban, majoritairement pachtoune, dépasse les oppositions politiques des petits commandants pour défendre un discours religieux fondamentaliste, et s'attire les faveurs d'une population lassée par la guerre.
En octobre 1994, Les Talibans se révoltent à Kandahar, prenant la ville le 5 novembre, et s'ouvrent la route du sud du pays.
Rabbani refuse de résigner à la fin de son mandat le 28 décembre 1994, et le 1er janvier le représentant onusien pour la paix Mahmoud Mistiri retourne à Kaboul. Le 10 janvier, Rabbani accepte de démissionner et remet le pouvoir à une administration provisoire des Nations unies de 23 membres, si Hekmatyar accepte de se retirer. Le 12 janvier un cessez-le-feu est accordé, mais les bombardements reprennent le 19 janvier, tuant au moins 22 personnes. Entre le 22 et le 31 janvier, le parti Djoumbesh de Dostom bombarde les positions du gouvernement dans la ville de Kondôz et sa province, tuant 100 personnes et en blessant plus de 120. La ville tombe aux mains de Dostom le 5 février. Hekmatyar perd des centaines d'hommes et de nombreux chars dans la lutte, pendant laquelle survient une alliance temporaire entre les Talibans et les forces de Rabbani[source insuffisante].

### Combats autour de Kaboul (février 1995 - mars 1996)
Pendant ce temps, les Talibans s'approchent de Kaboul, et s'emparent des provinces de Wardak et Maydan Shahr, la province de la capitale, début février. Le 14 février, Hekmatyar est forcé d'abandonner ses positions d'artillerie à Charasiab à cause de l'avancée des Talibans, qui peuvent ainsi s'emparer de ses canons. Du 25 au 27 février des heurts éclatent à Karte Seh, Kote Sangi et Karte Chahar entre les forces gouvernementales et le Hezb-e Wahdat, entrainant la mort de 10 personnes. En mars, le commandant Massoud lance une offensive contre le Hezb-e Wahdat et encercle les forces du Wahdat à Karte Seh et Kote Sangi. Le 8 mars, Abdul Ali Mazari, dont la retraite est coupée par les Talibans, s'allie avec ces derniers, leur permettant ainsi d'entrer dans Kaboul, bien que beaucoup de combattants du Wahdat rejoignent Massoud. À ce moment, les forces de Massoud bombardent lourdement l'ouest de Kaboul, débusquant ainsi les forces du Wahdat. Selon certains rapports, les forces du Djamiat commettent également des viols et des exécutions massives de civils pendant cette période. Les Talibans se retirent sous le bombardement, prennent Abdul Ali Mazari avec eux et le lancent depuis leur hélicoptère sur la route de Kandahar. Les Talibans continuent à lancer des attaques contre Kaboul, utilisant le matériel du Hezb-e-Islami Gulbuddin. Pendant la retraite des Talibans, un grand nombre de pillages auraient été commis par les forces de Massoud et Rabbani contre le peuple Hazara. Les estimations concernant les victimes civiles durant cette période sont de 100 tués et 1 000 blessés.
À partir du 12 mars 1995, les forces de Massoud lancent une offensive contre les Talibans et parviennent à les chasser du secteur entourant Kaboul, reprenant Charasiab le 19 mars et qui entraine une période de calme relatif pendant quelques mois. La bataille laisse des centaines de morts du côté Taliban, qui subit sa première défaite. Néanmoins, pendant leur retraite, les Talibans bombardent la capitale, Kaboul. Le 16 mars, Rabbani déclare une nouvelle fois qu'il ne démissionnera pas. Le 30 mars, un charnier de 22 cadavres, dont 20 morts d'une balle dans la tête, est découvert à Charasiab.
Le 4 avril, les Talibans tuent environ 800 soldats du gouvernement et en capturent 300 dans la province de Farah, mais sont ensuite forcés de se retirer. Au début du mois de mai, les forces de Rabbani attaquent les Talibans à Maydan Shahr. L'Inde et le Pakistan acceptent de rouvrir leurs missions diplomatiques à Kaboul les 3 et 4 mai. Le 11 mai, Ismael Khan (le commandant du Djamiat à l’ouest du pays) et les forces de Rabbani reprennent Farah des mains des Talibans. On rapporte qu'Ismael Khan utilise des bombes à sous-munitions, tuant entre 220 et 250 civils. Entre le 14 et le 16 mai, la province du Helmand et la ville de Nimruz sont prises par les forces de Rabbani et Ismael Khan. Le 20 mai, les forces du Hezb-e Wahdat s'emparent de Bamiyan. Le 5 juin, Les forces d'Abdul Rachid Dostom attaquent les forces de Rabbani à Samangan. Plus de 20 personnes sont tuées, et les deux camps continuent la lutte à Baghlan. Le 9 juin, une trêve de dix jours est signée entre le gouvernement et les Talibans. Le 15 juin, Dostom bombarde Kaboul et Kondoz. Deux bombes de 250 kg sont jetées sur une zone résidentielle de Kaboul, faisant deux tués et un blessé. Trois autres tombent près du ministère de la défense. Le 20 juin, le gouvernement reprend Bamiyan. Le 23 juillet, Abdul Rachid Dostom et le Hezb-e Wahdat cherchent à reprendre Bamiyan. Le 3 août, les Talibans détournent un avion-cargo russe à Kandahar et s'emparent d'armes destinées à Rabbani. Les forces gouvernementales prennent Girishk et le Helmand des mains des Talibans le 28 août, mais ne parviennent pas à tenir Girishk. En septembre, les forces de Dostom s'emparent de Badghis. Les Talibans s'emparent de Farah le 2 septembre, et de Shindand le 3. Le 5 septembre, Herat tombe, et Ismael Khan se sauve en direction de Machhad. D'aucuns attribuent sa chute à l'alliance informelle entre Dostom et les Talibans, et au bombardement de la ville par Dostom. L'Iran réplique en fermant ses frontières. Le 6 septembre, une foule hostile envahit l'ambassade du Pakistan à Kaboul, laissant un tué et 26 blessés, dont l'ambassadeur du Pakistan. 
Le 11 octobre, les Talibans reprennent Charasiab. La Commission de réconciliation nationale présente ses propositions de paix le même jour. Le 15 octobre, Bamiyan tombe au profit des Talibans. Du 11 au 13 novembre, des barrages d'artillerie et de roquettes tirés depuis des positions des Talibans au sud de Kaboul pilonnent les zones résidentielles de la ville, faisant au moins 57 morts et plus de 150 blessés. Dans la journée du 11 novembre, un tir de 170 roquettes et obus touche des zones résidentielles, tuant 36 civils. Le marché de Foruzga et le district de Taimani sont touchés par des salves. D'autres zones résidentielles sont ciblées par des attaques d'artillerie et de roquettes, comme le district de Bagh Bala au nord-ouest de Kaboul, et le district de Wazir Akbar Khan, où se trouve la communauté étrangère de la capitale. Au nord, les forces de Rabbani combattent pour le contrôle de la province de Balkh, et récupèrent de nombreux districts tenus par Abdul Rachid Dostom.
Le 20 novembre 1995, les forces des Talibans donne un ultimatum de cinq jours au gouvernement, pendant lequel ils cesseront le bombardement, intimant aux forces de Rabbani de quitter la ville. Cet ultimatum sera finalement retiré. À la fin du mois de décembre, plus de 150 personnes sont mortes à la suite des bombardements répétés par air ou au sol effectués par les Talibans.
Les 2 et 3 janvier, des attaques de roquettes par les Talibans tuent entre 20 et 24 personnes et blessent entre 43 et 56 personnes. Le 10 janvier, une proposition de paix est présentée aux Talibans et à l'opposition. Le 14 janvier, Hekmatyar bloque la route ouest de Kaboul, laissant la ville encerclée. Cependant, à la mi-janvier, l'Iran intervient et la faction Khalili du Hezb-e Wahdat signe un accord de paix menant à l'ouverture de la route Kaboul-Bamiyan. Le 20 janvier, des combats entre factions éclatent parmi les Talibans à Kandahar. Le 1er février, un bombardement par avion des Talibans atteint une zone résidentielle de Kaboul, tuant dix civils. Le 3 février, la Croix-Rouge commence à ravitailler Kaboul par avion. Le 6 février, la route est utilisée pour acheminer des vivres. Le 26 février, Hekmatyar et la faction ismaélite pro-Dostom de Sayed Jafar Nadiri combattent à Pul-i Khumri, dans la province de Baghlan. Des centaines d'hommes meurent avant qu'un cessez-le-feu soit trouvé le 4 mars ; la faction ismaélite perd onze positions importantes.

### Prise de Kaboul par les Talibans — Alliance contre ces derniers (janvier-septembre 1996)

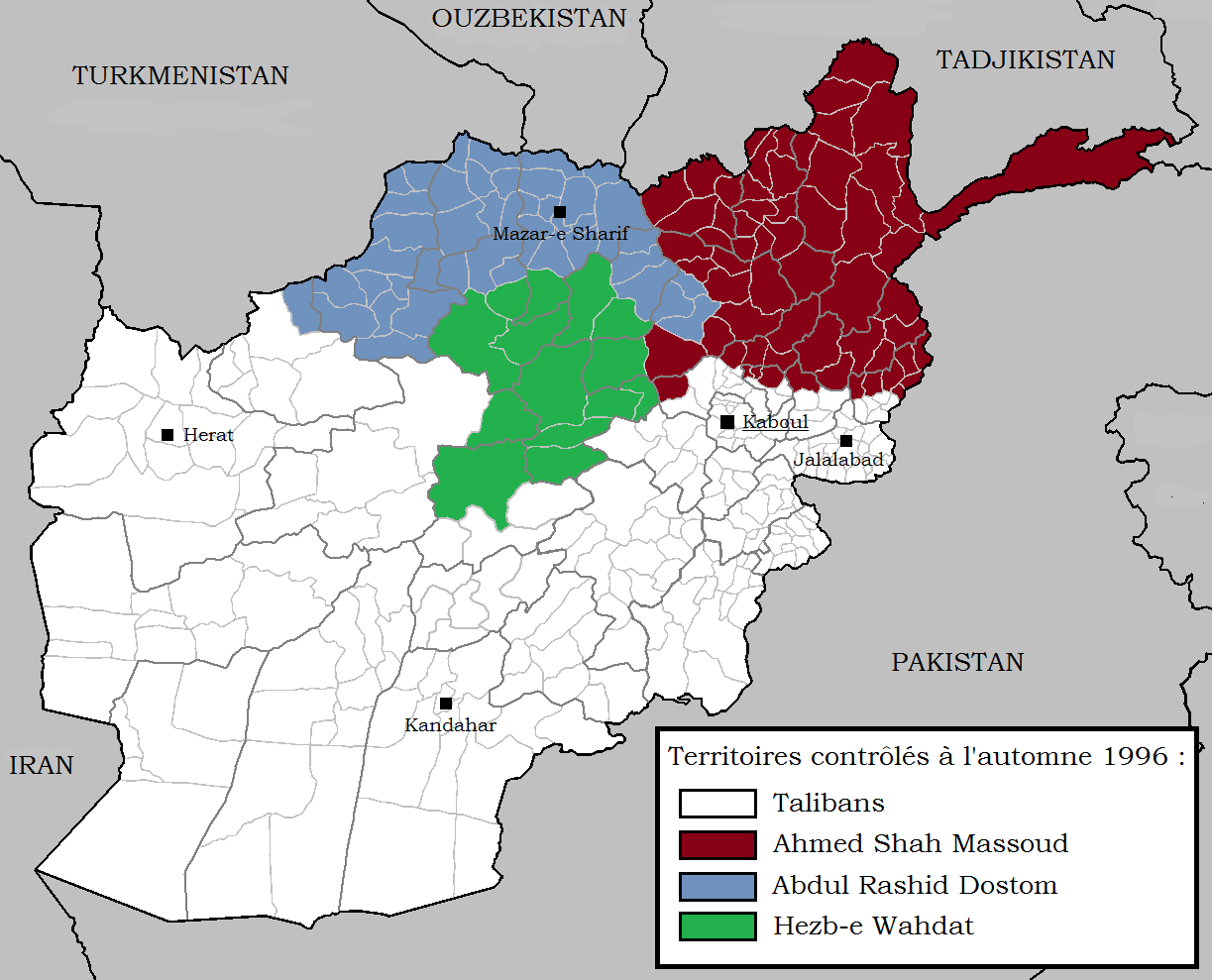
La situation à l'automne 1996

En 1996, les Talibans reviennent pour s'emparer de Kaboul, cette fois avec le soutien décisif du Pakistan ainsi que d'Oussama ben Laden et de l'Arabie saoudite. Massoud retire ses troupes de Kaboul afin d'éviter une nouvelle effusion de sang dans la capitale. La première mesure du groupe de militants islamiques est de pendre l'ancien président Najibullah et son frère à une tour après les avoir torturés à mort. Tous les installations-clés du gouvernement sont aux mains des Talibans en quelques heures, notamment le palais présidentiel et les ministères de la Défense, de la sécurité et des affaires étrangères. Au printemps, Hekmatyar accepte une alliance avec Massoud pour lutter contre les Talibans.
Le 11 avril, le gouvernement capture le district de Saghar de la province de Ghor des mains des Talibans, ainsi que d'importants dépôts de munitions. Les combats continuent, cependant, à Chaghcharan, et les Talibans capturent le district de Shahrak. Le 4 mai, l'ambassade iranienne à Kaboul est bombardée et deux membres du personnel sont touchés. Le 12 mai, les forces d'Hekmatyar arrivent à Kaboul pour renforcer la défense contre les Talibans. Le 24 mai, un nouvel accord de paix est signé entre Rabbani et Hekmatyar. Le 24 juin, Rasool Pahlawan est tué dans une embuscade près de Mazar-e Sharif. Cet évènement aura un impact considérable sur la balance des forces au nord du pays.
Le 3 juillet, un cabinet de dix membres est formé. Le parti d'Hekmatyar obtient les ministères de la Défense et de la Finance ; Rabbani obtient les ministères de l'Intérieur et des Affaires étrangères ; le Ittehad-e Islami obtient les ministères de l'Éducation, de l'Information et de la Culture ; le Harakat-e Islami obtient les ministères de la planification, du travail et de la sécurité sociale ; le Hezb-e Wahdat obtient le ministère du commerce. Douze autres sièges sont laissés ouverts aux autres factions.
Le 8 août, les forces gouvernementales capturent Chaghcharan, mais la perdent de nouveau. Le 11 septembre, Jalalabad tombe aux mains des Talibans, qui marchent ensuite vers Sarobi. Le 12 septembre, les Talibans s'emparent de Mehtarlâm dans la province de  Laghman. Le 22 septembre, la province de Kunar est prise par les Talibans, ainsi que Sarobi, le 26, avec 50 tués et la capture d'une grande quantité de munitions. Le 26 septembre, Kaboul est prise d'assaut, et capturée le lendemain. Le 5 octobre les Talibans attaquent les forces de Massoud dans la passe de Salang mais subissent de lourdes pertes. Le 1er octobre, Massoud reprend le district de Jabal Saraj et Charikar. Bagram est prise une semaine plus tard. Du 15 au 19 octobre, le district de Qarabagh change plusieurs fois de possesseur afin d'être capturé par les forces de Massoud et Dostom. Les 21-30 octobre, les troupes de Massoud sont à l'arrêt devant la capitale. Le 25 octobre, les Talibans annoncent la prise de la province de Badghis et attaquent les forces de Dostom à Faryab. Les 27-28 octobre, les forces anti-Talibans tentent de reprendre Kaboul mais n'y parviennent pas. Le 30 octobre, le district de Dara-I-Nur de la province de Nangarhar est capturé par les forces anti-Talibans mais est reprise début novembre. Des combats ont lieu dans la province de Badghis sans gains significatifs des deux côtés. Les forces d'Ismael Khan prennent l'avion depuis l'Iran pour soutenir l'alliance anti-Talibans. Le 4 novembre, les forces de Dostom bombardent l'aéroport d'Herat tandis que les forces anti-Talibans prennent le contrôle du district de Nurgal dans la province de Konar. Entre les 9 et 12 novembre, les avions de Dostom bombardent l'aéroport de Kaboul. Entre les 11 et 16 novembre, 50 000 personnes, des Pachtounes pour la plupart, viennent dans la province d'Herat, pour fuir les combats à Badghis. Le 20 novembre, le Haut commissariat aux réfugiés cesse toute activité à Kaboul. Les 21-22 décembre, des manifestations anti-Talibans ont lieu à Herat lorsque des femmes demandent de l'aide aux organisations internationales, mais sont violemment dispersées. Les 28-29 décembre, une grande offensive est lancée contre la base aérienne de Bagram et la base est encerclée.
Le Front uni, plus connu au Pakistan et dans le monde occidental sous le nom d'Alliance du Nord, est créé en opposition aux Talibans sous la direction du commandant Massoud. Au cours des années suivantes, plus d'un million de personnes fuient les Talibans, un grand nombre arrivant dans les zones contrôlées par Massoud. Libéré de la terrible situation qui arrêta ses plans concernant l'Afghanistan à Kaboul, Ahmad Shah Massoud met en place des structures démocratiques dans la région sous son contrôle.